# Eleição presidencial em Cabo Verde em 2021
Eleições presidenciais foram realizadas em Cabo Verde em 17 de outubro de 2021.

## Fundo
O presidente Jorge Carlos Fonseca foi eleito pela primeira vez na eleição de 2011, e foi reeleito em 2016 depois de ganhar 74% do voto popular.

## Sistema eleitoral
O presidente é eleito pelo sistema de dois turnos pelos eleitores registrados que residem no país e no exterior. Os candidatos elegíveis devem ser cidadãos “de origem cabo-verdiana, que não possuam outra nacionalidade ”; maior de 35 anos na data da candidatura; e ter residido no país por três anos antes dessa data. O pedido de inscrição como candidato deve ser apresentado ao Tribunal Constitucional para aprovação e requer as assinaturas de no mínimo 1000 e no máximo 4000 eleitores.
Em 27 de julho de 2021, o atual presidente Jorge Carlos Fonseca emitiu um decreto confirmando que a eleição seria realizada em 17 de outubro, com um segundo turno provisoriamente agendado para 31 de outubro. O próprio Fonseca não se qualificou para concorrer devido aos limites de mandato. A constituição exige que os candidatos se inscrevam 60 dias antes da eleição, fixando o prazo em 17 de agosto.

## Candidatos
Os dois partidos dominantes, o Partido Africano para a Independência de Cabo Verde (PAICV) e o Movimento para a Democracia (MpD), nomearam ambos ex-primeiros-ministros como candidatos. O PAICV indicou José Maria Neves e o MpD indicou Carlos Veiga. Além dos dois principais competidores, mais cinco candidatos aparecerão na cédula.
Para estas eleições, sete candidatos concorreram:
- Fernando Delgado, sem apoio partidário
- Gílson Alves, sem apoio partidário
- José Maria Neves, com apoio do PAICV[12]
- Carlos Veiga, com apoio do MpD[13] e da UCID
- Hélio Sanches, sem apoio partidário
- Casimiro de Pina, sem apoio partidário
- Joaquim Monteiro, sem apoio partidário

## Campanha
O período de campanha eleitoral começou em 30 de setembro e durou até 15 de outubro. Os pioneiros, Veiga e Neves, afirmaram que se comprometem a estabilizar o país devido à crise da COVID-19 em curso no país, que desestabilizou fortemente a economia.

## Resultados
| Candidato                                    | Partido                                      | Votos   | %       |
| -------------------------------------------- | -------------------------------------------- | ------- | ------- |
| José Maria Neves                             | PAICV                                        | 95.803  | 51,7%   |
| Carlos Veiga                                 | MpD                                          | 78.474  | 42,4%   |
| Casimiro de Pina                             | Independente                                 | 3.343   | 1,8%    |
| Fernando Rocha Delgado                       | Independente                                 | 2.516   | 1,36%   |
| Helio Sanches                                | Independente                                 | 2.119   | 1,14%   |
| Gilson Alves                                 | Independente                                 | 1.558   | 0,84%   |
| Joaquim Monteiro                             | Independente                                 | 1.378   | 0,74%   |
| Total                                        | Total                                        | 185.191 | 100,00% |
| Votos válidos                                | Votos válidos                                | 185.191 | 96,90%  |
| Votos em branco ou nulos                     | Votos em branco ou nulos                     | 5,928   | 3,10%   |
| Total de votos                               | Total de votos                               | 191.119 | 100,00% |
| Eleitores registados/comparecimento às urnas | Eleitores registados/comparecimento às urnas | 398.865 | 47,92%  |
| Fonte: Eleições CV                           |                                              |         |         |